# 그물 결합 조직
그물 결합 조직(reticular connective tissue, 망상 결합 조직)은 그물 섬유의 네트워크를 가진 결합 조직의 한 유형으로, III형 콜라겐으로 만들어졌다. 망상섬유는 망상결합조직에만 있는 것이 아니라, 이 조직 유형에서만 우세하다.
망상섬유는 망상세포라고 하는 특수한 섬유모세포에 의해 합성된다. 섬유는 얇은 분지 구조이다.

## 같이 보기
- 성긴 결합 조직
- 치밀 결합 조직